# Calomys
Calomys (Каломіс) — рід гризунів з родини Хом'якові (Cricetidae). Рід поширений у Південній Америці.

## Опис
Тіла залежно від виду завдовжки від 6 до 12 сантиметрів, й від 3 до 9 см хвіст. Вуха збільшені, ноги стрункі, хвіст має тільки кілька волосин.

## Проживання
Середовище проживання — чагарники і лісові галявини. Вночі вони активні й бродять у великих кількостях пампасами. Деякі види проникають в сараї, стайні й погреби. Вони всеїдні, приймаючи в основному рослинний матеріал, а також комах.